# Natalus primus
El murciélago de orejas de embudo cubano (Natalus primus) es una especie de murciélago de la familia Natalidae.

## Distribución geográfica
Se encuentra sólo en la Isla de la Juventud (Isla de Pinos), en Cuba.